# Mamaroneck
Mamaroneck är en kommun (town) i Westchester County i den amerikanska delstaten New York med en yta av 36,4 km² och en folkmängd, som uppgår till 29 156 invånare (2010). 

## Kända personer från Mamaroneck
- Kevin Dillon, skådespelare